# Åmanstjärnen, Västerbotten
Åmanstjärnen är en sjö i Skellefteå kommun i Västerbotten och ingår i Byskeälven-Kågeälvens kustområde.